# Phrynosoma taurus
Phrynosoma taurus là một loài thằn lằn trong họ Phrynosomatidae. Loài này được Dugès mô tả khoa học đầu tiên năm 1873.